# Karlsbader Hütte
Die Karlsbader Hütte ist eine Schutzhütte der Sektion Karlsbad (Sitz in Tirschenreuth) des Deutschen Alpenvereins auf einer Höhe von 2260 m ü. A. oberhalb des Laserzsees.

## Geschichte
1886 wurde auf Initiative von Franz Mittelbach, Kaufmann Jakob, Papierhändler Perlik, Oberschullehrer Eduard Kittel und dem Teplitzer Kommerzienrat Reginald Czermak der Leitmeritzer Alpenverein gegründet.
Die Leitmeritzer Hütte entstand zwischen 1887 und 1888 durch den Leitmeritzer Alpenverein. Am 31. August 1888 wurde sie eingeweiht. Später wurde 1902 von der Sektion Karlsbad unter Karl Schöttner käuflich erworben und nach erfolgtem Umbau am 6. September 1908 als Karlsbader Hütte wiedereröffnet.
Ein ehemals vorhandener Winterraum mit insgesamt acht Schlafplätzen ist seit 2011 geschlossen.

## Zugänge
- Amlach, 687 m, Gehzeit: 5 Stunden
- Tristach, 680 m, Gehzeit: 5 Stunden
- Dolomitenhütte, 1620 m, Gehzeit: 2 Stunden
- Lesachtal-Tuffbad, 1262 m, Gehzeit: 5 Stunden

## Tourenmöglichkeiten

### Anbindung
- Dreitörlweg – Hochstadelhaus, Gehzeit: 5 Stunden
- Kerschbaumeralm Schutzhaus, Gehzeit: 1½ Stunden

### Gipfelbesteigungen
- Laserzwand: 2614 m, Gehzeit: 1½ Stunden
- Teplitzer Spitze: 2613 m, Gehzeit: 1½ Stunden
- Große Gamswiesenspitze: 2488 m, Gehzeit: 3 Stunden
- Simonskopf: 2687 m, Gehzeit: 2 bis 3 Stunden
- Große Sandspitze: 2772 m, Gehzeit: 2½ Stunden
- Roter Turm: 2702 m, Gehzeit: 2½ Stunden

### Klettertour
- Egerländer Kante zur Kleinen Laserzwand

### Übergänge zu Nachbarhütten
- Kerschbaumeralm Schutzhaus, 1902 m, Gehzeit: 2 Stunden
- Hochstadelhaus, 1780 m, über den Dreitörlweg, Gehzeit: 7 Stunden

### Weitwanderwege
- Gailtaler Höhenweg

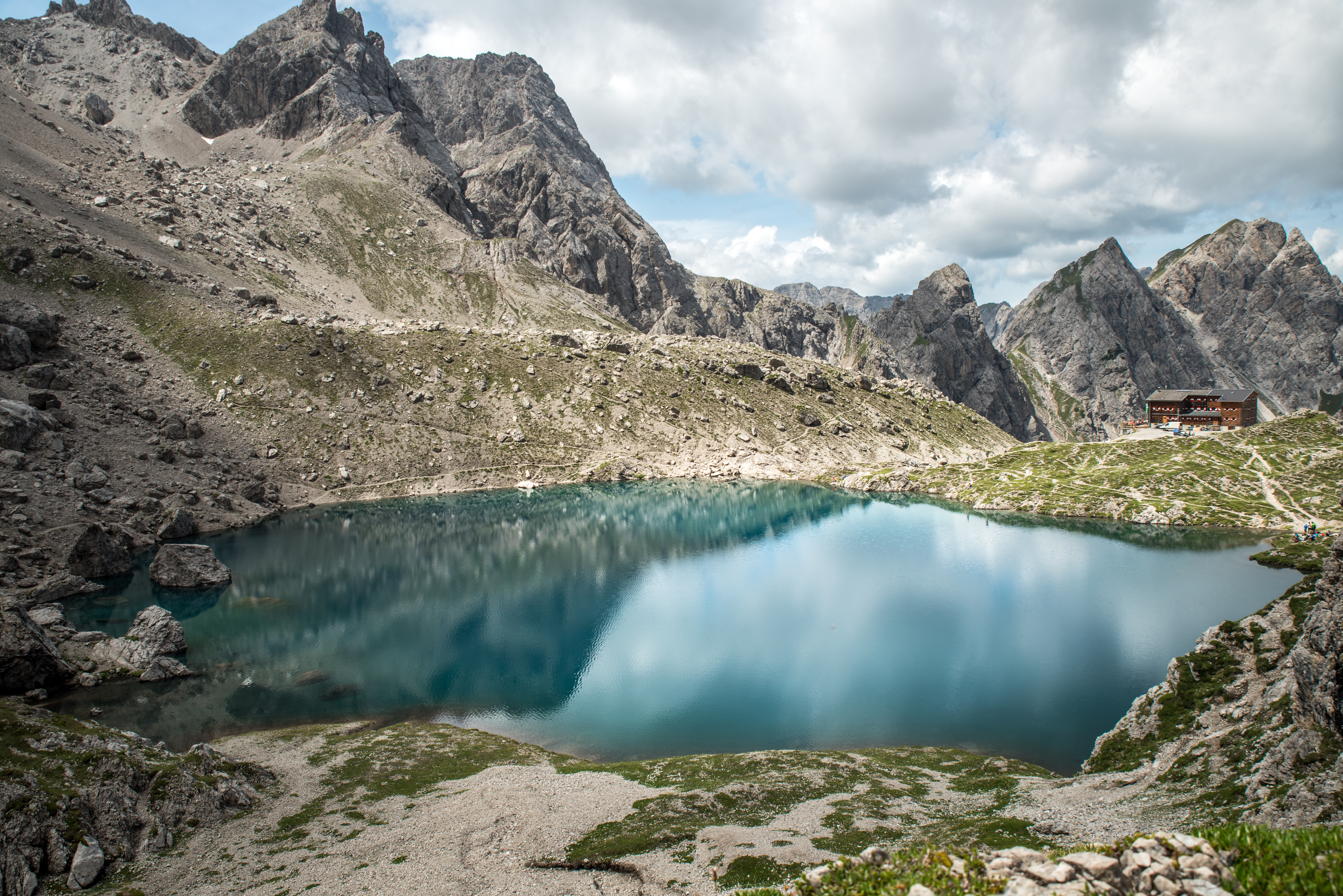
Karlsbader Hütte über dem Laserzsee